# Phragmipedium reticulatum
Phragmipedium reticulatum är en orkidéart som först beskrevs av Heinrich Gustav Reichenbach, och fick sitt nu gällande namn av Rudolf Schlechter. Phragmipedium reticulatum ingår i släktet Phragmipedium och familjen orkidéer. Inga underarter finns listade i Catalogue of Life.